# Ceratitella solomonensis
Ceratitella solomonensis är en tvåvingeart som beskrevs av Albany Hancock och Drew 2003. Ceratitella solomonensis ingår i släktet Ceratitella och familjen borrflugor. Inga underarter finns listade i Catalogue of Life.